# Komsi
Komsi là một xã trong quận Mat thuộc hạt Dibër, Albania. Dân số năm 2005 là 6149 người.